# 波平恵美子
波平 恵美子（なみひら えみこ、1942年11月 - ）は、日本の文化人類学者。お茶の水女子大学名誉教授。日本民族学会（現・日本文化人類学会）第19期会長。専門は文化人類学、特に医療人類学、宗教人類学、ジェンダー論。日本文化論（日本民俗学）における「ハレ・ケ・ケガレ」という三項対置の概念を示した。福岡県北九州市出身。

## 学歴
- 1965年　九州大学教育学部卒業
- 1973年　九州大学大学院教育学研究科博士課程単位取得退学

## 学位
- 1977年　Ph.D　テキサス大学

## 職歴
- 1973年　九州大学教育学部助手
- 1976年　佐賀大学教養部助教授
- 1980年　九州芸術工科大学芸術工学部助教授
- 1988年　同教授
- 1998年　お茶の水女子大学文教育学部教授
- 2000年　同ジェンダー研究センター長（併任）
- 2006年　同名誉教授

## 著書

### 単著
- 『病気と治療の文化人類学』（海鳴社、1984年）
- 『ケガレの構造』（青土社、1984年）
- 『ケガレ（民俗宗教シリーズ）』（東京堂出版、1985年）
- 『暮らしの中の文化人類学』（ベネッセコーポレーション、1986年）
- 『脳死・臓器移植・がん告知』（ベネッセコーポレーション、1988年）
- 『病むことの文化』（海鳴社、1990年）
- 『病と死の文化』（朝日新聞社、1990年）
- 『伝説が生まれるとき』（ベネッセコーポレーション、1991年）
- 『医療人類学入門』（朝日新聞社、1994年）
- 『いのちの文化人類学』（新潮社、1996年）
- 『暮らしの中の文化人類学・平成版』（出窓社、1999年）
- 『生きる力をさがす旅』（出窓社、2001年）
- 『系統看護学講座　基礎分野』（医学書院、2002年）
- 『日本人の死のかたち』（朝日新聞社、2004年）
- 『からだの文化人類学』（大修館書店、2005年）

### 共著
- （三浦於菟・福生吉裕・土屋喬）『未病息災―成人病予防の生き方ブック』（源草社、2001年）
- （新谷尚紀）『暮らしの中の民俗学 1』（吉川弘文館、2003年）
- （新谷尚紀）『暮らしの中の民俗学 2』（吉川弘文館、2003年）
- （新谷尚紀）『暮らしの中の民俗学 3』（吉川弘文館、2003年）

### 編著
- 『文化人類学　カレッジ版』（医学書院、1993年）

### 共編著
- （大谷昌美・三宅廉・槙佐知子・吉武泰水・北里大学病院医の哲学と倫理を考える部会）『医の哲学と倫理を考える　医の心』（丸善、1990年）
- （青木恵理子）『文化人類学 カレッジ版　第2』（医学書院、2002年）

### 訳著
- 『医療の人類学』（海鳴社、1989年）